# Kostel svatého Josefa (Nakléřov)
Kostel svatého Josefa (německy St. Josef-Kirche) byl raně barokní kostel, postavený v letech 1679 až 1683, který stával při silnici v Nakléřově v Krušných horách. Jednalo se o farní kostel místní římskokatolické farnosti, kolem něhož, až do jeho likvidace v roce 1967, existoval hřbitov. Kostel byl v roce 1975 odstřelen z rozhodnutí okresního národního výboru v Ústí nad Labem, aby ustoupil zamýšlenému monumentálnímu památníku Rudé armády, k jehož výstavbě však nakonec nedošlo. Od roku 1992 se na místě někdejšího kostela nachází prostý dřevěný kříž, věnovaný původními německými rodáky z Nakléřova, vysídlenými po druhé světové válce.

## Historie
Datum vzniku původního nakléřovského kostela není známo. V roce 1330 zde bratři Hildan, Wilgand, Reinhold a Dietpold von Lundwitz zřídili dřevěný kostel, který však nezvládl nápor místních klimatických podmínek. V roce 1382 začala výstavba nového kostela, který byl zasvěcen slávě Boží, blahoslavené Panence Marii a mučedníkovi svatému Jiří. Během třicetileté války jej v roce 1639 vypálili Švédové.

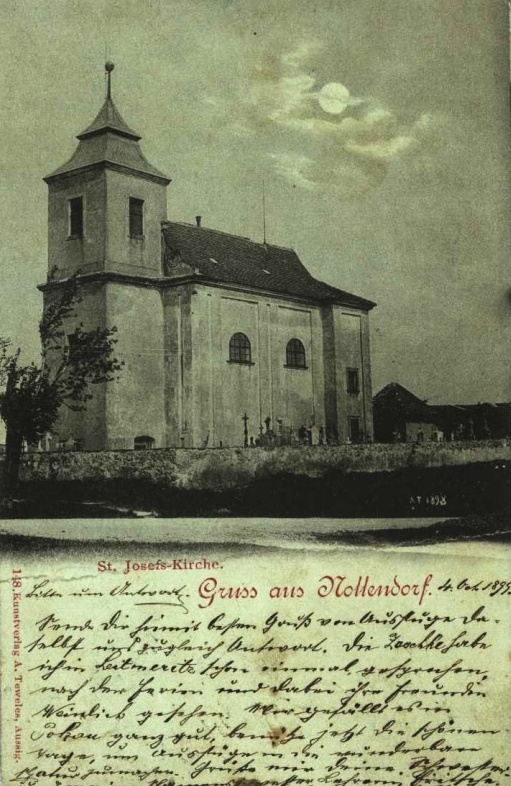
Kostel na pohlednici z roku 1898

Nový barokní kostel, již zasvěcený svatému Josefovi, nechal na místě staršího kostela v Nakléřově v letech 1679 až 1683 postavit hrabě Rudolf Václav ze Schönfeldu. Vysvěcen byl 9. listopadu 1683, a již roku 1697 se dočkal přestavby. V roce 1699 byl krupským truhlářem Michelem Leibnerem dovezen a instalován nový hlavní oltář s obrazem Svaté rodiny, který nahradil původní z roku 1679. V roce 1787 zde byla zřízena lokálie. První zmínka o varhanech v kostele pochází z roku 1794, kdy došlo k jejich opravě. V roce 1805 byla ke kostelu přistavěna předsazená zděná hranolová věž s mansardovou střechou, odkud měl v roce 1813 francouzský císař Napoleon Bonaparte sledovat boje svých vojsk u Varvažova.
Kostel samotný byl raně barokního slohu, jednolodní kompozice a obdélníkového tvaru, s jedním hlavním a dvěma vedlejšími oltáři. Loď byla zaklenuta valenou klenbou. Presbytář, zaklenutý křížovou klenbou s konchou v závěru, byl polokruhově uzavřený s „pravoúhlými přístavky (s oratořemi v patře) po stranách. Fasády byly členěny lizénami, okna měl půlkruhová a volutový štít. Presbytář byl sklenut křížově, závěr konchou s lunetami. V lodi s pilastry byla valená klenba. Dřevěná kruchta (kůr) stála na litinových sloupcích.“
V roce 1820 byla zadána výroba nových varhan (majících celkem 423 píšťal) se čtyřstopým principálem, šesti hlasy v manuále a jedním v pedálem, liboucheckému varhanářskému mistrovi Fellerovi. Tyto byly v roce 1901 nahrazeny varhany o stejném počtu rejstříků, avšak s osmistopým principálem, varhanáře Schiffnera, zasazenými v pseudorenesanční skříni. Roku 1852 došlo k obnově místní fary. V roce 1888 byl pořízen nový dřevěný hlavní oltář s obrazem o rozměru 1,5×0,7 m. V kostele se dále nacházel ještě starší boční dřevěný oltář s obrazem Panny Marie Pomocnice. V kostelní věži se nacházel zvon z roku 1745 od Jakuba Konráda Löhnera, zvon z roku 1749 od Jan Krištofa Grohmanna a malý zvon z roku 1679, o němž není známo nic bližšího. Po rekvizici zvonů v průběhu první a druhé světové války zůstal ve věži pouze jeden jediný 50kilový zvon (20/1/97 B).
Bezprostředně po konci druhé světové války se v kostele nesměly konat bohoslužby a sovětští vojáci rozstříleli zdejší varhany. Po vysídlení německého obyvatelstva se v roce 1949 objevily snahy o opravu kostela, k ní však nedošlo. Následně byl v roce 1952 odsvěcen litoměřickým biskupem, který měl zajistit zbylé cenné předměty. Poté v letech 1952 až 1956 kostel sloužil jako skladiště ve vojenském újezdu.

### Zbourání kostela

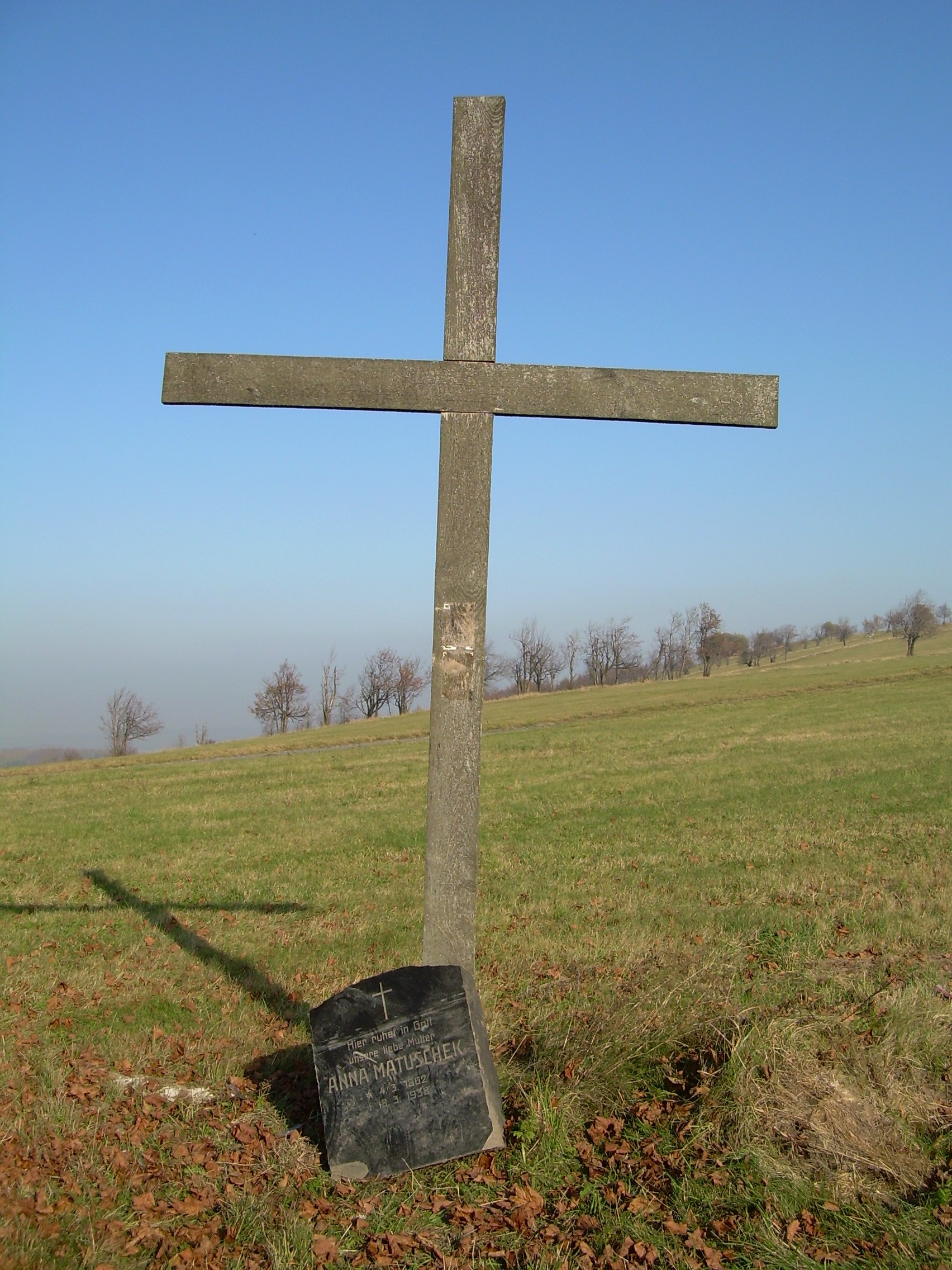
Dřevěný kříž, který od roku 1992 stojí na místě někdejšího kostela

Jelikož se kostel nacházel ve vojenském prostoru, neměli církevní představitelé oprávnění do něj vstoupit. Byl vyňat z výhledových plánů pro opravy církevních památek v letech 1956 až 1960, a okresní národní výbor (ONV) v Ústí nad Labem rozhodl o jeho zbourání. Proti tomu však protestovalo Krajské středisko státní památkové péče a ochrany přírody (KSSPPOP). Kostel byl nakonec ušetřen a Státní ústav památkové péče a ochrany přírody (SÚPPOP) doporučil zvážit možnosti jeho dalšího využití. V dubnu 1967 podepsal ONV v Ústí nad Labem smlouvu s Okresním národním podnikem v Děčíně o likvidaci nakléřovského hřbitova. Ten kostel obklopoval, přičemž sám byl ohraničen zdí s barokní bránou z roku 1672. K tomu došlo mezi dubnem a květnem téhož roku, přičemž poslední polikvidační úpravy proběhly v červenci. Celkové náklady činily 56 672,44 korun československých. ONV likvidaci v zápisu následně zhodnotil slovy: „Provedenou likvidací došlo ke zlepšení vzhledu uvedeného okolí.“
Kostel byl v roce 1971 zařazen na seznam památek, které měly být v letech 1971 až 1975 opraveny. V rámci projektu nakléřovského kostela, jehož celkové náklady byly vyčísleny na 850 tisíc korun československých, se počítalo kromě jiného i s vybudováním vyhlídkové věže. O osud kostela se osobně zajímal předseda ONV v Ústí nad Labem Bohuslav Zeman. Na podzim 1972 byl kostel zaměřen Státním ústavem pro rekonstrukci památkových měst a objektů. Od roku 1973 usiloval místní národní výbor (MNV) v Krásném Lese, pod který Nakléřov spadal, o odejmutí památkové ochrany kostela. Proti tomu se postavili KSSPPOP, SÚPPOP i Okresní komise státní památkové péče, přičemž poukazovali na výhodnou polohu stavby a potenciál jejího využití v cestovním ruchu. Chyběly nicméně finanční prostředky na rekonstrukci budovy. V dubnu 1975 rozhodlo Ministerstvo kultury ČSR o upuštění od památkové ochrany kostela. Ještě téhož měsíce nechala Rada MNV v Krásném Lese a Odbor kultury ONV v Ústí nad Labem vypracovat znalecký posudek k ocenění nemovitosti. Oficiálním důvodem bylo vykoupení stavby národním výborem. Znalec ohodnotil kostel s přilehlým pozemkem na 14 635 korun československých, a konstatoval špatný stavební stav objektu: „zcela chybělo vybavení interiéru a většina truhlářských součástí stavby a povrch venkovního pláště vykazoval značná poškození“.
Kostel byl nakonec z rozhodnutí ONV v Ústí nad Labem odstřelen 28. dubna 1975 střelmistry z Výzkumného ústavu hnědého uhlí v Mostě. Demolice proběhla mezi 11. a 12. hodinou za přítomnosti předsedy ústeckého ONV Bohuslava Zemana, který ji oslavil přípitkem. Náklady na demolici byly nakonec vyšší než odhadovaný rozpočet potřebný k opravě kostela. Na místě někdejšího kostela měl vzniknout asi 20 metrů vysoký „Monument díků Sovětské armádě za osvobození naší vlasti“. Předběžný rozpočet na výstavbu, která měla začít v roce 1976, činil 4,5 milionu korun československých. Dokončení bylo plánováno na rok 1980 k příležitosti 35. výročí osvobození Československa. Pomník měl být masivní železobetonový monument kapkovitého tvaru se svítící pěticípou rudou hvězdou, viditelný až z Ústí nad Labem. K jeho realizaci nakonec nedošlo a projekt zastavila vláda. Na místě byly provizorně postaveny tři vysoké sloupy s pěticípou hvězdu. Po patnácti letech byly odstraněny.
Po pádu komunistického režimu byl v roce 1992 na místě někdejšího kostela vztyčen spolkem původních vysídlených německých obyvatel prostý dřevěný kříž.

## Vkultuře
V roce 1955 se kostel objevil ve filmu Větrná hora.
O rok později se kostel objevil v dalším československém filmu Dědeček automobil režiséra Alfréda Radoka, který jeho exteriérové záběry použil proto, že se vzdáleně podobal francouzským kostelům.